# Jarzewo
Jarzewo (russisch Ярцево) ist eine Stadt in der Oblast Smolensk (Russland) mit 47.848 Einwohnern (Stand 14. Oktober 2010).

## Geografie
Die Stadt liegt im Westen Russlands, etwa 60 km nordöstlich der Oblasthauptstadt Smolensk am Fluss Wop, einem rechten Nebenfluss des Dnepr. Sie liegt an der Eisenbahnstrecke Moskau–Smolensk (–Brest–Berlin) sowie der Fernstraße M1.
Jarzewo ist Verwaltungszentrum des gleichnamigen Rajons.

## Geschichte
Ein Dorf Jarzowo wurde erstmals 1779 urkundlich erwähnt. 1859 war es als Jarzewo-Perewos bekannt. Nachdem die Eisenbahnstrecke 1870/71 eröffnet worden war, begann im Ort mit der Errichtung einer Textilfabrik mit zugehöriger Arbeitersiedlung 1873 durch den Moskauer Kaufmann Alexei Chludow ein wirtschaftlicher Aufschwung. In Folge entstanden eine Seifenfabrik, eine Ziegelei, ein Sägewerk und eine Gießerei. Der Streik der Weber von Jarzewo im September 1880 war einer der größten dieser Periode im Russischen Reich.

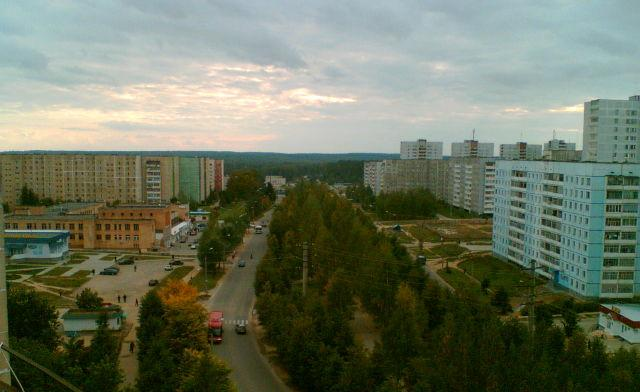
Ein neues Wohnviertel in Jarzewo

1926 erhielt Jarzewo Stadtrecht bei gleichzeitigem Zusammenschluss mehrerer einzelner Siedlungen.
Im Zweiten Weltkrieg war Jarzewo die erste Stadt, die nach dem Überfall Deutschlands auf die Sowjetunion während der Kesselschlacht bei Smolensk am 19. Juli 1941 zumindest zeitweilig durch die Rote Armee zurückerobert wurde. Die Stadt wechselte während der Schlacht mehrmals den Besitzer und wurde stark zerstört. Schließlich verblieb sie unter deutscher Okkupation, bis sie im Rahmen der Smolensker Operation am 19. September 1943 endgültig befreit wurde.
In den 1970er Jahren versuchte die sowjetische Regierung, aus Jarzewo einen bedeutenden Industriestandort zu machen. Hier sollte die größte Dieselmotor-Fabrik Europas entstehen. Diese Pläne blieben zwar unverwirklicht, jedoch bekam Jarzewo ein großes Industriegebiet, was dazu führte, dass zahlreiche Menschen aus anderen Orten der Sowjetunion hierher zogen. In den 1990er Jahren kam – während der postsowjetischen Transformationskrise nach dem Zerfall der Sowjetunion – die Industrie in Jarzewo nahezu vollständig zum Stillstand. Stattdessen blühte der Einzelhandel auf, Geschäfte und Einkaufszentren wurden errichtet, mehr als 1000 Unternehmer ließen sich in der Stadt nieder. Seit Ende der 2000er Jahre erholt sich die Industrie von Jarzewo wieder. Metallurgie und Maschinenbau genießen wieder einen höheren Stellenwert, was auch dazu führte, dass Jarzewo mittlerweile zu einem beliebten Investitionsobjekt für Unternehmer aus In- und Ausland geworden ist.

### Bevölkerungsentwicklung
| Jahr | Einwohner |
| ---- | --------- |
| 1926 | 18.300    |
| 1939 | 36.706    |
| 1959 | 25.558    |
| 1970 | 36.662    |
| 1979 | 40.674    |
| 1989 | 52.304    |
| 2002 | 52.617    |
| 2010 | 47.848    |

Anmerkung: Volkszählungsdaten (1926 gerundet)

## Kultur und Sehenswürdigkeiten
In Jarzewo ist die russisch-orthodoxe Peter-und-Paulskirche (Zerkow Petra i Pawla) von 1915 erhalten. Sie wurde insbesondere im Zweiten Weltkrieg stark zerstört, 1986 wiedereröffnet und bis 1995 restauriert. 1997 wurde die neu gebaute Kirche zu Ehren der Heiligen Gottesmutterikone "Freude allen Trauernden" eingeweiht. In den 2000er Jahren wurden weitere neue orthodoxe Kirchen gebaut.
Am 9. Mai 2015, dem 70. Jahrestag des Sieges beim Großen Vaterländischen Krieg, soll die Kirche zu Ehren von Georg des Siegenden eröffnet werden. Die Grundsteinlegung erfolgte am 6. Mai 2007.
Die Stadt hat ein Heimatmuseum sowie seit 1975 ein Historisches Museum mit Schwerpunkt auf der Geschichte des 20. Jahrhunderts.
In Jarzewo steht eines der ältesten Lenin-Denkmäler in Russland.

## Lager für deutsche Kriegsgefangene
In der Stadt bestand das Kriegsgefangenenlager 401 für deutsche Kriegsgefangene des Zweiten Weltkriegs.

## Wirtschaft
Neben der Textilindustrie (Jarzewoer Baumwollkombinat, mit 1600 Beschäftigten größtes Unternehmen der Stadt) gibt es Betriebe für Metallverarbeitung, Maschinenbau und Bauwirtschaft.

## Söhne und Töchter der Stadt
- Alexander Kurosch (1908–1971), Mathematiker
- Alexander Leonow (* 1960), General[3]
- Noize MC (* 1985), Rapper, Schauspieler und Aktivist
- Swetlana Schkolina (* 1986), Hochspringerin
- Artjom Kusnezow (* 1987), Eisschnellläufer